# Norton Ghost
Norton Ghost – program komputerowy służący do tworzenia kopii bezpieczeństwa danych.
Spośród wielu innych aplikacji tego typu wyróżnia go możliwość wykonywania obrazu partycji systemowej (i innych partycji, lub całych dysków), a następnie dzięki specjalnemu środowisku uruchomieniowemu przywrócenie całego dysku/partycji.
Program umożliwia m.in.:
- tworzenie pełnych kopii zapasowych systemu lub poszczególnych partycji,
- przeglądanie plików utworzonego obrazu .gho za pomocą Ghost Explorera bezpośrednio z poziomu Windows[2].
- przywracanie systemu operacyjnego po awarii[3]
- zapisywanie tzw. punktów przywracania w zdalnych lokalizacjach